# Ассарссон, Вильхельм
Пер Ви́льхельм Гу́став А́ссарссон (швед. Per Vilhelm Gustaf Assarsson; 22 апреля 1889 — 11 октября 1974) — шведский дипломат, посланник Швеции в СССР в 1940—1944 годах.

## Биография
Родился в Лунде в семье профессора. Окончил Лундский университет, факультет права. В 1911 получил степень доктора права, после чего работал в суде.
В 1916 поступил на службу в Министерство иностранных дел в качестве атташе. В 1918 временно исполнял обязанности секретаря шведского посольства в Берлине. На следующие год вернулся на работу в министерство, и вскоре был назначен временно исполняющим обязанности начальника 1-го политического отдела. В 1921 занял пост главы юридического отдела.
С 1923 находился в Вашингтоне в качестве советника посольства в США, а в 1929 занял должность шведского поверенного в делах в Мексике. Уже на следующий год его направили в Москву в качестве советника посольства. С 1933 работал генеральным консулом Швеции в Ленинграде. С 1935 по 1940 был послом в многих странах Латинской Америки: Мексике, Коста-Рике, Венесуэле, Кубе, Гватемале, Боливии, Перу, Сальвадоре, Эквадоре, Гондурасе, Панаме. В 1940 в ранге посланника направлен в Советский Союз. Тогда же принял участие в переговорах о шведско-советских торговых отношениях. 
В конце 1943 был объявлен советскими властями персоной нон грата. Причиной этого послужили обвинения в адрес шведского военного атташе  Ханса Нюгрена, согласно которым тот передавал советские военные секреты германской стороне. Советское правительство дало понять Стокгольму о желательности отзыва не только атташе, но и самого посланника. В результате этого в начале 1944 года Ассарссон покинул СССР.
По возвращении в Швецию был назначен заместителем секретаря кабинета министров (должность, созданная специально для него, поскольку шведская сторона стремилась показать, что правительство по-прежнему доверяет ему). В первой половине 1945 периодически исполнял обязанности секретаря кабинета министров. Его сменил на посту заместителя секретаря кабинета министров Лейф Белфрадж, который стал обычным секретарем кабинета в 1953 году.
Вышел на пенсию в 1955 году. До 1959 был членом правления Общества Тессина (Tessinsällskapet), работавшего над расширением контактов между Швецией и Францией, членом правления AB Bahco и фирмы Contactor Co.
Автор воспоминаний «В тени Сталина» (I skuggan av Stalin), выпущенных в 1963 году.

## Источник
- Vem är det: svensk biografisk handbok. 1969. — Stockholm, 1968.
- Assarsson Vilhelm  (1889 – 1974)